# Carlos Heber Bueno Suárez
Carlos Heber Bueno Suárez (Artigas, 10 de maig de 1980) és un futbolista internacional uruguaià que juga actualment al Querétaro FC de Mèxic.

## Biografia

### Club
Nascut a Artigas, al nord del país, Bueno va començar a jugar professionalment al Club Atlético Peñarol de Montevideo. El 2005 va passar a jugar al Paris Saint-Germain FC de França, tot i que la seva participació com a titular va ser escassa.
El juliol de 2006 va ser cedit a l'Sporting Clube de Portugal. El seu principal assoliment a la temporada va ser els quatre gols que va marcar contra el Clube Desportivo Nacional en només 20 minuts de partit. L'Sporting va guanyar 5-1, ja que Bueno només hi va jugar els darrers 30 minuts.
Actualment juga al Querétaro FC amb un contracte de tres anys.

### Internacional
El primer partit de Bueno amb la selecció de futbol de l'Uruguai va tenir lloc el 16 de juliol de 2003 contra l'Argentina a la ciutat de La Plata. El partit va acabar 2-2. Més endavant jugaria a la Copa Amèrica de futbol 2004 al costat de la Celeste marcant tres gols en quatre partits.